# Kalmu
Kalmu is een plaats in de Estlandse gemeente Saaremaa, provincie Saaremaa. De plaats heeft de status van dorp (Estisch: küla).
Tot in oktober 2017 lag de plaats in de gemeente Kihelkonna. In die maand ging Kihelkonna op in de fusiegemeente Saaremaa.

## Bevolking
Het dorp had 8 inwoners op 31 december 2011 en 4 inwoners op 31 december 2021.

## Ligging
De plaats ligt op het schiereiland Tagamõisa in het noordwesten van het eiland Saaremaa. De Tugimaantee 78, de secundaire weg van Kuressaare via Kihelkonna naar Veeremäe, komt langs Kalmu.

## Geschiedenis
Kalmu werd voor het eerst genoemd in 1900 als Кальму, de Russische versie van de plaatsnaam. De plaats lag toen op het landgoed van Tagamõisa. Tussen 1977 en 1997 hoorde Kalmu bij het buurdorp Tagamõisa (dat in die periode Tagala heette).